# Сублингвальный приём препаратов
Сублингва́льный приём препара́тов, или сублингва́льно (лат. sub — под и lingua — язык) — фармакологический термин, означающий приём определённого лекарства путём размещения его под языком. При этом лекарство направляется в кровообращение через его всасывание под языком. Множество препаратов производятся для их приёма сублингвальным путём. В основном такие препараты составляют средства для сердечно-сосудистой системы, стероиды, барбитураты, некоторые энзимы и определённые витамины и минералы.

## Принцип
Принцип приёма под язык довольно прост. Когда химическое соединение вступает в контакт со слизистой оболочкой полости рта, то вещество всасывается в эпителий внизу языка. На этом участке языка высокая плотность кровеносных сосудов и, как результат, путём проникновения вещество быстро вводится в венозное кровообращение, которое возвращает кровь в сердце и затем идёт в артериальное кровообращение по всему организму. И, напротив, вещества, проходящие через кишечник, подвержены «первому этапу обмена веществ» при их обработке в печени до того, как они разойдутся по всему телу.
Теоретически, сублингвальный способ имеет определённое преимущество над обычным оральным способом приёма препаратов. Этот путь зачастую быстрее, и ввод лекарства в организм сублингвально гарантирует лишь, что вещество до поступления в кровоток вступит в контакт с ферментами в слюне. Лекарства, принимаемые другим путём, — орально, вместо этого должны вынести экстремально неблагоприятную среду в желудочно-кишечном тракте (ЖКТ). Это может означать, что высокий процент оригинального вещества наверняка будет разрушен большим числом ферментов в ЖКТ, подобно моноамину оксидазы или сильным кислотам, содержащимся в ней. Вдобавок, после всасывания ЖКТ, лекарство отправляется в печень, где оно может быть существенно разложено; это известно как «эффект первого прохода» лекарства в обмене веществ. Из-за снижения лечебного эффекта
при проходе лекарством желудка и кишечника или растворении в ЖКТ, оральный приём определённых веществ, подобных сальвинорину А, включает только сублингвальный способ приёма. Из-за его размера и относительной недолговечности, сальвинорин А не может в первоначальном виде пройти через ЖКТ и потому вместо этого должен быть поглощён слизистой оболочкой.

## Формы выпуска
Сублингвально могут приниматься вещества почти в любой выпускаемой форме, так как такие препараты с готовностью вступают во взаимодействие со слюной во рту. Этот способ приёма могут использовать препараты, выпускаемые в виде порошка, лекарства в жидкой форме или аэрозоля. Однако, некоторые факторы, такие как кислотность, молекулярная масса вещества и растворимость липидов (перечислена лишь часть) определяют, насколько практичен такой путь приёма лекарств. Основываясь на этих свойствах, вполне возможно, что лекарство, которое с готовностью станет взаимодействовать со слюной, будет слишком медленно всасываться (или совсем не проникать) в слизистую оболочку полости рта. Тем не менее, многие препараты более чем возможно принимать сублингвально. Многие люди из-за высокой стоимости препаратов вынуждены разделять таблетки и принимать их сублингвально. Однако, у этого способа приёма лекарств, если они кислые или имеют едкие наполнители, есть один недостаток — при длительном применении происходит обесцвечивание и разрушение зубов.

## Психоактивные препараты
В дополнение к сальвинорину А, прочие психоактивные вещества тоже могут приниматься сублингвально — ЛСД, MDMA, морфин, алпразолам, клоназепам, 
психоделические триптамины и фенилэтиламины являются первыми кандидатами к сублингвальному приёму. Чаще всего препарат имеет форму порошка и помещён в рот (зачастую непосредственно под языком). Если он будет находиться там достаточно долго, то препарат проникнет в кровоток в обход ЖКТ. Этот метод предпочтительнее просто орального приёма препаратов, потому что оральный приём, как известно, окисляет многие лекарства (особенно триптамины, подобно диметилтриптамину) и потому, что такой способ приёма препаратов проводит их направленно в мозг, на который воздействуют большинство психоактивных веществ. Оральный приём лекарств сопровождается обильным выделением слюны, смывающей препарат вниз в глотке. Кроме того, многие алкалоиды имеют неприятный вкус, что затрудняет их удержание во рту. Таблетки психоактивных препаратов часто имеют в своём составе горькие химические соединения для того, чтобы предотвратить случайное их проглатывание детьми.

## Аллергены
Аллергены также могут употребляться сублингвально. Агентство в сфере здравоохранения США рассматривало этот метод для целей иммунотерапии, но в стране он так и не был утверждён. Родером недавно была издана работа, показывающая, что сублингвальная иммунотерапия пыльцой травы не эффективна при симптоматике у юношей при первичной медицинской помощи.